# Juffureh
Juffureh, Jufureh ou Juffure (prononcer [dʒufure]) est un village de Gambie, situé à 30 km de l'embouchure du fleuve Gambie.

## Géographie

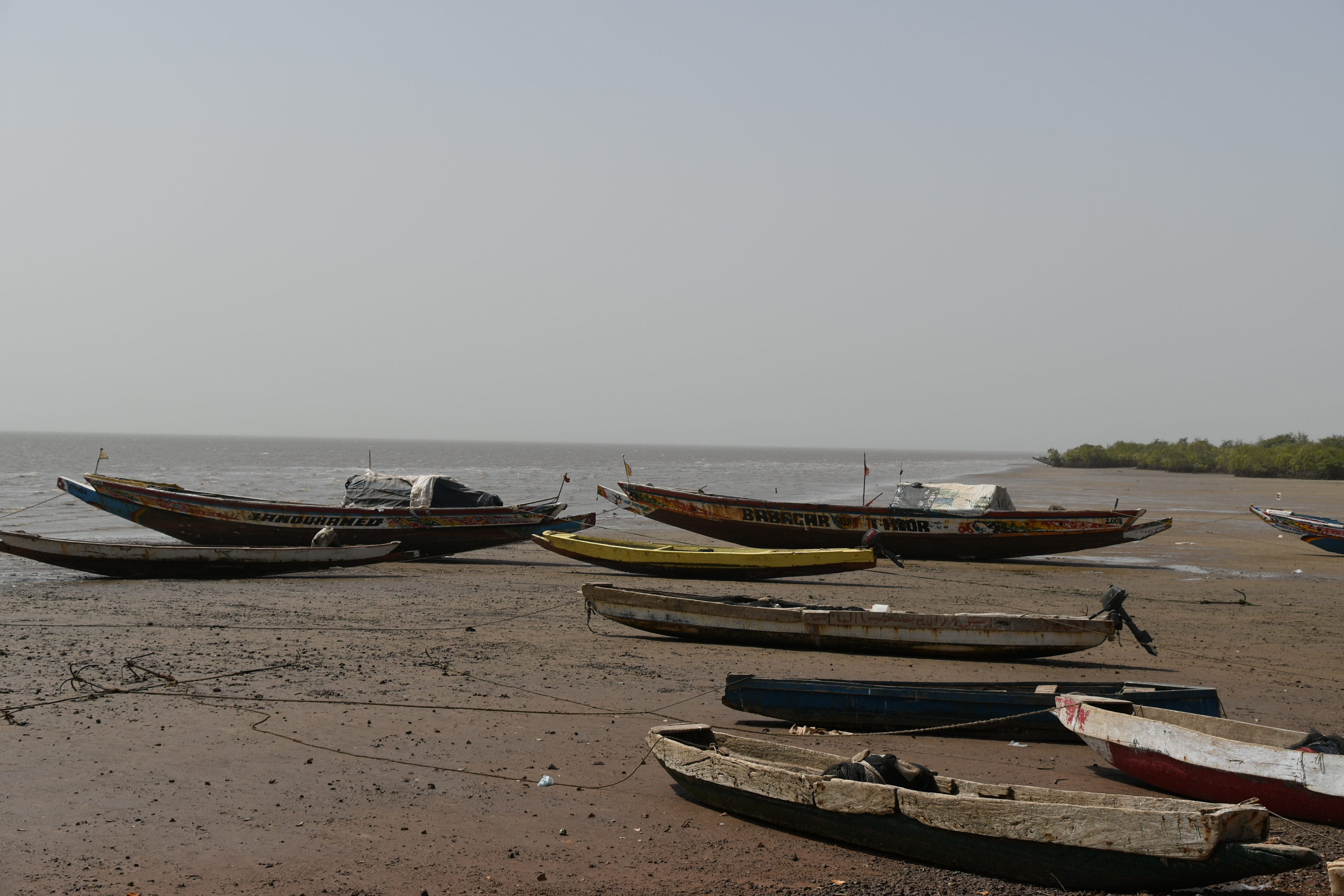
Bateaux de pêche sur la plage.

Cette localité est située dans le district d’Upper Niumi, sur la rive nord du fleuve Gambie, à environ 5 km du fort de l'Île James  et à 1 km d’Albreda. Elle possède un musée ainsi que le Fort Jillifree, un bastion témoin de la colonisation courlandaise dans le pays. Les résultats du dernier recensement officiel de 1993 donnaient 311 habitants. 

## Site du Patrimoine mondial de l'humanité
Depuis 2003, le village (avec les sites environnants) est inscrit au patrimoine mondial de l'UNESCO, du fait du témoignage qu'il apporte au développement, puis à la disparition, du commerce d'esclaves. Il doit aussi sa célébrité au fait qu'il sert en partie de cadre au célèbre roman d'Alex Haley, Racines. Il semble pourtant que cette célébrité n'a pas apporté aux habitants les retombées économiques qu'ils espéraient.

## Note
1. ↑  Cf. (en) Arnold Hughes et David Perfect, Historical Dictionary of The Gambia, Plymouth, Scarecrow Press, 2008, 314 p. (ISBN 978-0-8108-5825-1 et 0-8108-5825-8), p. 43–44.
2. ↑  « Île Kunta Kinteh et sites associés », sur whc.unesco.org (consulté le 22 août 2016).
3. ↑  (en) « Juffureh, Gambia; Kunta Kinte's Villagers Bash Alex Haley », sur usslave.blogspot.ch, 27 février 2013 (consulté le 21 août 2016).